# Emmy Kristine Guttulsrud Kristiansen
Emmy Kristine Guttulsrud Kristiansen, znana kot Emmy, norveška pevka in besedilopiska *13. september 2000

## Biografija
Kristiansen prihaja iz vasi Sande iz okolice Holmestranda na Norveškem. Kot otrok je  pela v zboru. Njen starejši brat Erlend leta 2011 sodeloval v mladinski glasbeni oddaji Melodi Grand Prix Junior. Leta 2015 je v oddaji sodelovala tudi sama. Tekmovala je s pesmijo »Aiaiaiai«.
Leta 2021 je Emmy sodelovala na Melodi Grand Prix 2021, norveškem nacionalnem izboru za Pesem Evrovizije 2021. Nastopila je s pesmijo »Witch Woods« in se uvrstila v finale, vendar se ji ni uspelo prebiti v superfinale. Leta 2024 je ponovno sodelovala kot besedilopiska za pesem »Woman Show«. Z njo so Mathilde SPZ, Chrisa Archerja in Slam Dunka nastopili na Melodi Grand Prix 2024, vendar so obstali v polfinalu. Prepoznavnost zunaj Norveške je pridobila prek svojega računa na TikToku, kjer ima več kot milijon sledilcev.
Januarja 2025 so objavili, da bo Emmy nastopala na Eurosong 2025, irskega nacionalnem izboru za Pesem Evrovizije 2025 s pesmijo »Laika Party«, ki je bila napisana v sodelovanju z irskim besedilopiscem. Na izboru 7. februarja je zmagala tako pri glasovanju nacionalne žirije kot pri televizijskem glasovanju in postala zastopnica Irske na tekmovanju za Pesem Evrovizije v Baslu.

## Diskografija

### Pesmi
- 2015: Aiaiaiai
- 2016: Bjørnar
- 2016: Frightened of Lightning
- 2018: Jeg ser at du har ringt
- 2019: The Little Boy
- 2019: Er det du som har tatt den?
- 2020: Gunnar
- 2020: If Only
- 2021: Witch Woods
- 2021: Collection
- 2021: Brilleskille (skupaj z Ole Hartz)
- 2021: Some Say
- 2022: Venus (Why Don’t We Run)
- 2022: Juliet
- 2022: Dear Sandman
- 2022: Dear Santa
- 2023: Just a Ghost
- 2023: DotA (skupaj z J.O.X)
- 2023: She
- 2023: Haunting You
- 2024: Vil ha dig (skupaj z Unge Lama)
- 2024: Lose My Love
- 2024: Dancing Alone
- 2024: Om du var min (skupaj z J.O.X)
- 2024: Ain’t Nobody (skupaj z Braaten)
- 2024: The Hanging Tree (skupaj z Braaheim in Ilyaa)
- 2024: Boten Anna (skupaj z J.O.X in Hubbe)
- 2024: Behind Blue Eyes (skupaj z Braaheim in Ilyaa)
- 2024: Say You Love Me (skupaj z Braaheim and Ilyaa)
- 2024: Lie to Me
- 2024: Monster
- 2024: Left Outside Alone
- 2025: Mom Is Home (skupaj s K-391 in Nickom Strandom)
- 2025: Laika Party